# 메리어트 호텔 & 리조트
메리어트 호텔 & 리조트(Marriott Hotels & Resorts)는 메리어트 인터내셔널 호텔, 리조트 브랜드다. 미국 메릴랜드주 베세즈다에 본사가 위치해있다. 2020년 6월말 기준 582개의 호텔 및 리조트가 있으며, 205,053실의 객실을 갖추고 있다. 160개의 호텔과 47,765개의 객실로 확장할 계획이 있다.

## 역사
메리어트 체인은 1950년대에 두 개의 모텔로 시작됐다. 첫 번째는 워싱턴 D.C. 근처에 퀄리티 인(Quality Inn) 공항 모텔로 문을 열었고 몇 년 후 인근에 또 다른 모텔인 트윈 브릿지(Twin Bridges)가 문을 열었다. 트윈 브릿지의 오픈으로 메리어트 체인이 시작됐다.

## 위치
| 국가     | 호텔 수 | 도시                                                                                   |
| -------- | ------- | -------------------------------------------------------------------------------------- |
| 대한민국 | 2       | 대구 메리어트 호텔(대구광역시), 메리어트관 제주신화월드 호텔앤리조트 (제주도 서귀포시) |

## 같이 보기
- 3 월드 트레이드 센터 (9·11 테러 이전)